# Dyshämoglobin
Als Dyshämoglobine bezeichnet man Derivate des Hämoglobins, des roten Blutfarbstoffs in den Erythrozyten, die nicht für den Sauerstofftransport zur Verfügung stehen.
Die häufigsten Dyshämoglobine sind Carboxyhämoglobin (COHb, Norm ≤ 0,8 – 1,0 %, bei Rauchern bis 5 %, max. 10 %), Methämoglobin (MetHb, Norm ≤ 0,5 – 1,0 %), seltenere Arten sind Sulfhämoglobin sowie Carboxysulfhämoglobin. Das Vorhandensein von Dyshämoglobinen beeinträchtigt die Fähigkeit des Blutes zum Sauerstofftransport und kann dadurch zu einer Hypoxämie führen. Gemessen wird die Konzentration von Dyshämoglobinen im Blut mit Hämoxymetern oder Geräten zur Blutgasanalyse. Dyshämoglobine wie COHb oder MetHb verändern die Farbe des Blutes und können somit die Genauigkeit von Pulsoxymetern beeinträchtigen.